# Zorotypus sinensis
Zorotypus sinensis är en jordlusart som beskrevs av Huang 1974. Zorotypus sinensis ingår i släktet Zorotypus och familjen Zorotypidae. Inga underarter finns listade i Catalogue of Life.